# اقصی چین
اقصی چین (چینی: 阿克赛钦، هندی: अक्साई चिन اویغوری: ئاقسای چىن) منطقه‌ای مورد مناقشه در شمال شرق ناحیهٔ لداخ کشمیر در رشته‌کوه هیمالیا است. این منطقه هم‌اکنون تحت کنترل جمهوری خلق چین قرار دارد و بخشی از شهرستان ختن منطقهٔ خودمختار سین کیانگ به‌شمار می‌رود، در حالی که دولت هند آن را قسمتی از بخش لداخ ایالت جامو و کشمیر دانسته و مدعی حاکمیت بر آن است. ساخت یک جاده در این منطقه دلیل اصلی جنگ میان چین و هند در سال ۱۹۶۲ بود که با پیروزی چین پایان یافت.
واژه اقصی (اقصا) در عربی به معنی دورترین است و ترکیب اقصیِ چین ترکیبی است فارسی به معنای «دورترین نقطه چین».
هر دو طرف هندی و چینی علی‌رغم اختلاف مرزی خود در سال ۱۹۹۶ متعهد شدند که به خط کنترل واقعی احترام بگذارند. مرز کنترل واقعی خطی است که اقصای چین را از منطقه لداخ در کشمیر تحت کنترل هند جدا می‌کند و مطابق با مرز رسمی مورد قبول جمهوری خلق چین است. بخش‌هایی از این مرز تا حداکثر ۶٫۹۵۰ متر ارتفاع دارد.
این منطقه یک بیابان وسیع بسیار مرتفع با مساحت ۳۷٫۲۵۰ کیلومتر مربع است که چندین دریاچه نمک در ارتفاع ۴٫۸۰۰ متر تا ۵٫۵۰۰ متر از سطح دریا در آن واقع شده‌اند.
اقصی چین با توجه به آب‌وهوای سخت و ارتفاع بالا و وضعیت ناهمواری تقریباً به‌طور کامل خالی از سکنه‌است و هیچ سکونتگاه دائمی در آن وجود ندارد. از منابع طبیعی خاصی هم برخوردار نیست، اما با توجه به اینکه مسیر ارتباطی بین تبت و سین کیانگ و همین‌طور تبت و هندوستان محسوب می‌شود از اهمیت استراتژیکی خاصی برخوردار است. بارندگی در این منطقه هم اندک است چرا که کوه‌های مرتفع هیمالیا و قراقروم راه باران‌های موسمی هند را به این منطقه سد می‌کنند.

## پیشینه مناقشه

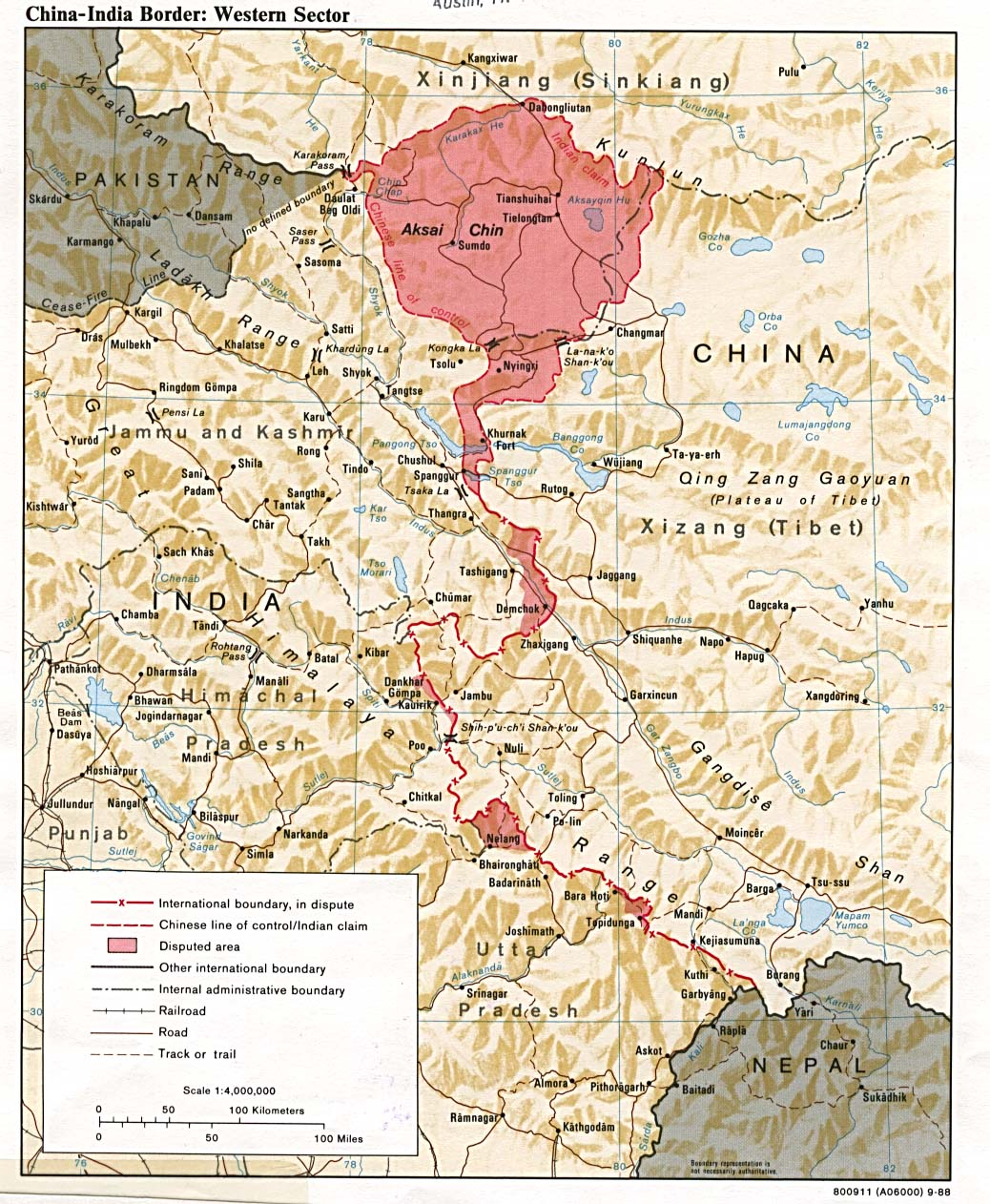
مرز کنترل واقعی به همراه اقصای چین و دیگر مناطق مورد اختلاف.

دولت هندوستان مدعی است که بر اساس خطوط مرزی چین و هند که دولت هند بریتانیا در این منطقه ترسیم کرده بود، اقصای چین بخشی از ایالت کشمیر هندوستان محسوب می‌شود، اما در سند ارائه شده از سوی دولت هندوستان، این منطقه از مرز به صورت هاشور زده به معنای عدم مشخص بودن دقیق محل مرز دیده می‌شود؛ مسئله‌ای که در مرز هند و پاکستان نیز به چشم می‌خورد از این رو دولت چین هیچگاه این خطوط مرزی را در شمال شرق کشمیر به رسمیت نشناخت.
پس از به قدرت رسیدن کمونیست‌ها در سال ۱۹۴۹ در چین، این کشور خواستار مذاکره با هند در مورد مرز دو کشور شد که مورد موافقت همسایه جنوبی قرار نگرفت. دولت چین چندی بعد با بر قرار کردن تسلط خود بر تبت و استقرار دوباره حکومت خود بر سین کیانگ به سوی بخش‌های شمال شرقی لداخ حرکت کرد. اهمیت این منطقه بسیار مرتفع و تقریباً خالی از سکنه برای چین از این جهت بود که به آن‌ها اجازه می‌داد با ساخت جاده‌ای در دست‌های اقصای چین ارتباط سین کیانگ و تبت را آسان‌تر کنند و تعدادی از گذرگاه‌های واقع در منطقهٔ بین هند و تبت را در اختیار خود بگیرند. این جاده در سال‌های ۱۹۵۶ و ۱۹۵۷ تکمیل شد و هندی‌ها با توجه به خالی از سکنه بودن این منطقه تا مدتی متوجه حضور چینی‌ها به اقصای چین نشدند. جاده‌ای که توسط چینی‌ها در این منطقه ساخته شد و بر اهمیت راهبردی آن افزود، قسمتی از بزرگراه ملی ۲۱۹ چین است که تبت را به سین کیانگ متصل می‌کند. در کنار این جاده سکونتگاه انسانی وجود ندارد و فقط چند ایست بازرسی و ایستگاه نظامی کوچک در آن قرار دارند.
در این میان، اجرای سیاست «به پیش» هندوستان مبنی بر پیشروی پاسگاه‌های مرزی در مناطق مورد اختلاف بر اختلافات دامن زد.
پس از آن درگیری‌های مرزی بین دو کشور در این منطقه آغاز شد و در جنگ ۱۹۶۲ چین و هند به اوج خود رسید که با موفقیت چین در حفظ تسلط خود بر اقصای چین به پایان رسید.
پس از جنگ چین و هند، دولت پاکستان که از کمک‌های نظامی آمریکا و اروپا به هند خشمگین بود و ادعای حکومت بر کشمیر (و در نتیجه اقصای چین به عنوان بخشی از کشمیر) را داشت، حاکمیت چین را بر اقصای چین به رسمیت شناخت.
از دههٔ ۱۹۸۰ به این سو دو کشور چین و هند سعی کرده‌اند تا روابط خود را بهتر کنند و در توافقنامه‌های سال‌ها ۱۹۹۳ و ۱۹۹۶ هر دو کشور متعهد شده‌اند که در آن سوی مرز دوفکتو چین و هند معروف به «مرز کنترل واقعی» فعالیتی را انجام ندهند. اما هندوستان ادعای حاکمیت خود را از اقصای چین پس نگرفته و راه حلی قطعی برای این مناقشه به دست نیامده‌است.